# Ron Wasserman
Ronald "Raw" Aaron Wasserman (Californië, 2 september 1961) is een Amerikaanse zanger, songwriter en componist. Hij is ook bekend onder zijn aliassen The Mighty RAW en Aaron Waters. The Raw maakt al sinds de begin jaren 90 muziek voor televisieseries, films en reclames. Ook heeft hij sinds 1997 een band, Fisher, waarin hij samen met zijn vrouw, Kathy Fisher, het duo vormt.

## Biografie
In de jaren tachtig begon Wasserman zijn carrière in een rockband met de actrice E.G. Daily bij A&M Records. Deze band bestond echter niet lang en viel spoedig uit elkaar.
Wasserman werd in 1989 aangenomen bij Saban Entertainment om een weekend in te vallen in de muziekafdeling en bleef daar uiteindelijk zes en een half jaar werken. Hier schreef hij muziek voor veel televisieseries en films. Zoals hij al eerder had gedaan, maakte hij in 1992 voor een jeugdserie een nummer en zong de tekst in. De bedoeling was dat dit later vervangen zou worden door een andere stem. Hij diende het nummer in bij televisiezender FOX, waar het zo goed in de smaak viel dat ze besloten het nummer in z'n oorspronkelijke vorm, met Rons stem, te gebruiken. De serie had geen hoge verwachtingen, maar werd een enorm succes, en hetzelfde gold voor de titelsong. En met het nummer Go Go Power Rangers begon Ron's carrière in 1993 pas echt.
De werkdruk bij Saban was echter intens, met minstens tachtig werkuren per week en belachelijke deadlines. Hij raakte uitgeput, maar deze emoties verwerkte hij in zijn eigen liedjes. Hij  maakte uiteindelijk de jaren negentig onveilig onder het alias The Mighty RAW (Ron Aaron Wasserman), met hits als 5-4-1, I Will Win en We Need A Hero. In 1996 werd het hem echter te veel bij Saban en diende hij zijn ontslag in. Met het nummer Cross My Line zette hij daarmee ook een punt achter zijn carrière als heavymetal- en hardrockartiest.
Hij begon met zijn vriendin Kathy Fisher datzelfde jaar nog de band Fisher. Ze hadden zoiets al eerder geprobeerd, maar het idee was niet echt van de grond gekomen. Ditmaal bleek het echter wel een goede zet, want na wat ups-and-downs werd hun single I Will Love You in 2000 uitgeroepen tot het 'meest gedownloade nummer op het internet'. De band werd erg succesvol en bleef zo doorgaan tot aan 2005. Vanaf dat punt besloot het duo het wat rustiger aan te doen. Ze kregen een kind. Na een jaar besloot Ron zijn carrière weer een beetje op te pakken en zich daarop te richten waar hij altijd het meest plezier in had: het maken van muziek voor televisieseries, tekenfilms en reclamespotjes. In 2010 maakte The Mighty RAW een tijdelijke terugkeer met de nummers Fight Back en American Hero voor Ozone Entertainment op het Rock Band Network, twee gratis te downloaden singles. In het najaar van 2012 bracht Wasserman exclusief voor de webwinkel Badcamp een reeks liederen uit de televisieserie Power Rangers opnieuw uit. Deze waren afkomstig uit de eerste vijf seizoenen. De nummers staan op het digitale album Power Rangers Redux. De opnieuw gearrangeerde en opnieuw ingezongen vocale creaties gingen ditmaal vergezeld van instrumentale versies en stonden als extra nummers aan het einde van de cd.

## Televisiemuziek
- X-Men: The Animated Series (1992-1997) Medecomponist titelsong en achtergrondmuziek
- Mighty Morphin' Power Rangers (1993-1995) Zanger, componist en songwriter titelsong en achtergrondmuziek
- VR Troopers (1994-1996) (Mede)zanger, (mede)componist en (mede)songwriter achtergrondmuziek
- Sweet Valley High (1994-1998) Componist en songwriter titelsong en achtergrondsongs
- Power Rangers Zeo (1996) (Mede)zanger, medecomponist en medesongwriter vechtmuziek
- Dragonball Z (1996-1999) Zanger, componist en songwriter 1ste titelsong ("Rock the Dragon") en medecomponist achtergrondmuziek
- Power Rangers Turbo (1997) (Mede)zanger, medecomponist en medesongwriter achtergrondmuziek
- Mummies Alive! (1997-1998) Zanger en componist titelsong en medecomponist achtergrondmuziek
- Power Rangers in Space (1998) Zanger, medecomponist en medesongwriter titelsong en achtergrondmuziek
- Trollz (2005) Componist en songwriter titelsong en songs
- Power Rangers S.P.D. (2005) Zanger, componist en songwriter titelsong
- America's Next Top Model (2005-heden) Componist achtergrondmuziek
- Dance Revolution (2006) (Mede)componist achtergrondmuziek
- Horseland (2006) Componist titelsong en achtergrondmuziek

## Filmmuziek
- Turbo: A Power Rangers Movie (1997) (Mede)zanger, (mede)componist en (mede)songwriter achtergrondmuziek

## Commercialmuziek
- Hyundai (1999-2002) Componist herkenningsdeuntje ("Freedom is calling you")
- Chrysler
- Verizon
- Canon
- Walmart
- Ariel (2006-heden)

## Muziek uit videospellen
| Naam                               | Platform   | Genre    | Type           | Jaar |
| ---------------------------------- | ---------- | -------- | -------------- | ---- |
| Mighty Morphin' Power Rangers      | SNES/GB/GG | Actie    | Music Engineer | 1995 |
| Monty Python's The Meaning of Life | PC         | Avontuur | Music Engineer | 1997 |

## Discografie
Singles:
- Mighty Morphin' Power Rangers: The Single (1993)

Albums

- Mighty Morphin' Power Rangers: The Album (1994)
- Mighty Morphin' Power Rangers: The Movie Soundtrack (1995) Bonusnummer: "Cross My Line"
- Turbo: A Power Rangers Movie Soundtrack (1997) Compilatie samen met Jim Cushinery, Super Power en Jeremy Sweet
- Best of Power Rangers: Songs from the TV series (2002) Compilatie samen met Jim Cushinery, Super Power, Diane Dewitt en Jeremy Sweet
- Power Rangers Redux (2012)